# Mörtnäs
Mörtnäs is een plaats in de gemeente Värmdö in het landschap Uppland en de provincie Stockholms län in Zweden. De plaats heeft 1291 inwoners (2005) en een oppervlakte van 170 hectare.

## Verkeer en vervoer
Bij de plaats lopen de Länsväg 222 en Länsväg 274.